# Budikovany
Budikovany és un poble i municipi d'Eslovàquia. Es troba a la regió de Banská Bystrica.

## Història
La primera menció escrita de la vila es remunta al 1301.

## Demografia
| Godina             | 1994 | 2004    | 2014 | 2024    |
| ------------------ | ---- | ------- | ---- | ------- |
| Nombre de persones | 69   | 59      | 59   | 66      |
| Diferència         |      | −14,49% | +0%  | +11,86% |

| Godina             | 2023 | 2024   |
| ------------------ | ---- | ------ |
| Nombre de persones | 65   | 66     |
| Diferència         |      | +1,53% |